# Saturn Award de la meilleure actrice de télévision dans un second rôle

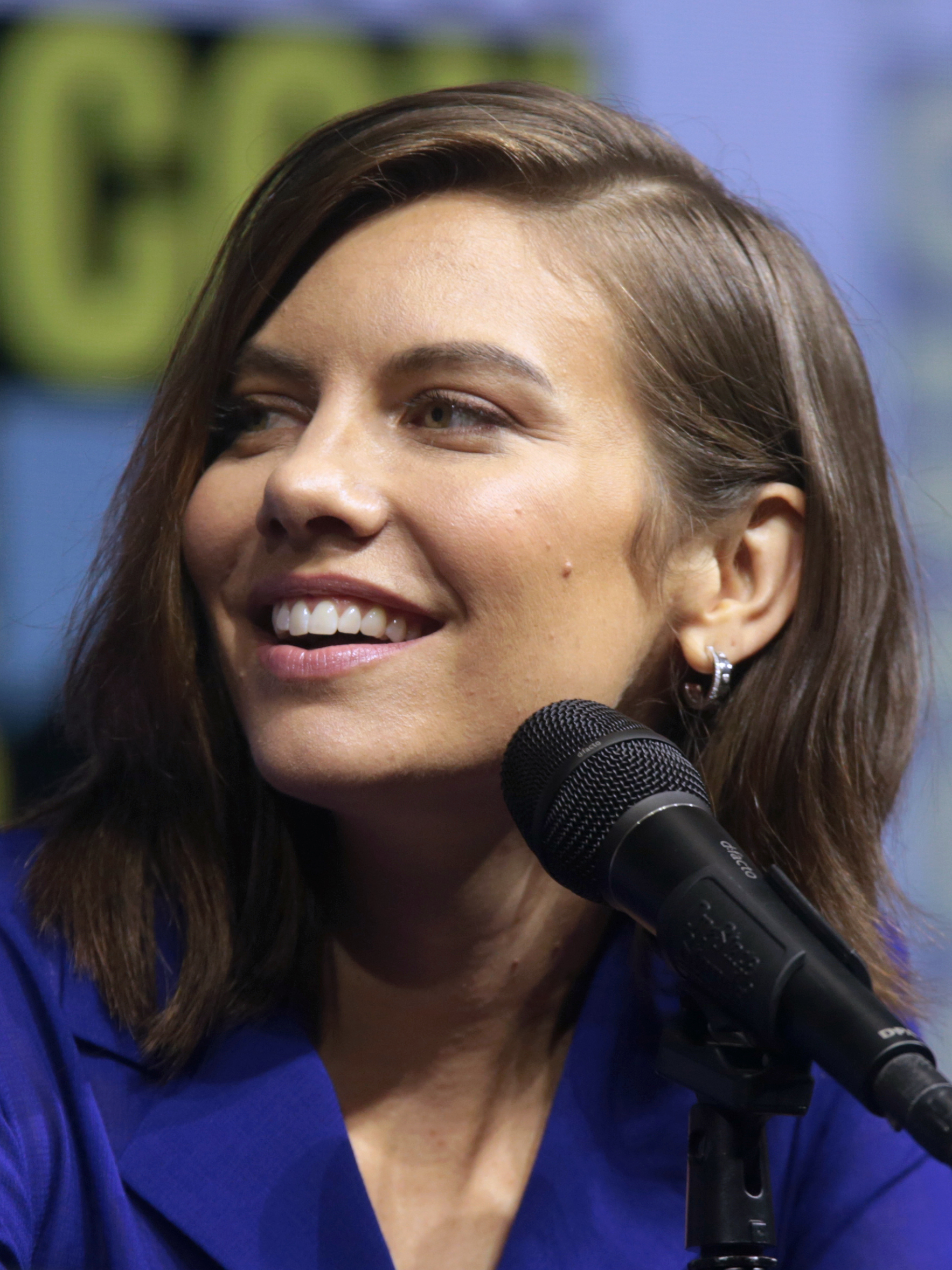
Lauren Cohan, lauréate « Meilleure actrice de télévision dans un second rôle », 2022.

Le Saturn Award de la meilleure actrice de télévision dans un second rôle (Saturn Award for Best Actor on Television) est une récompense télévisuelle décernée chaque année depuis 2000 par l'Académie des films de science-fiction, fantastique et horreur (Academy of Science Fiction Fantasy & Horror Films) pour récompenser le meilleur second rôle féminin dans une série de science-fiction, fantastique ou d'horreur.

## Palmarès
Note : L'année indiquée est celle de la cérémonie, récompensant les séries diffusées au cours de l'année précédente. Les lauréates sont indiquées en tête de chaque catégorie et en caractères gras. Les titres originaux sont précisés entre parenthèses, sauf s'ils correspondent au titre en français.

### Années 2000
- 2000 : Justina Vail pour Sept jours pour agir
  - Charisma Carpenter pour Angel
  - Virginia Hey pour Farscape
  - Heather Matarazzo pour Un agent très secret
  - Jeri Ryan pour Star Trek: Voyager
  - Amanda Tapping pour Stargate SG-1
- 2001 : Jeri Ryan pour Star Trek: Voyager
  - Juliet Landau pour Angel
  - Alyson Hannigan pour Buffy contre les vampires
  - Michelle Trachtenberg pour Buffy contre les vampires
  - Katherine Heigl pour Roswell
  - Amanda Tapping pour Stargate SG-1
- 2002 : Jolene Blalock pour Star Trek: Enterprise
  - Alyson Hannigan pour Buffy contre les vampires
  - Michelle Trachtenberg pour Buffy contre les vampires
  - Gigi Edgley pour Farscape
  - Amanda Tapping pour Stargate SG-1
  - Annabeth Gish pour X-Files : Aux frontières du réel
- 2003 : Alyson Hannigan pour Buffy contre les vampires
  - Amy Acker pour Angel
  - Michelle Trachtenberg pour Buffy contre les vampires
  - Jolene Blalock pour Star Trek: Enterprise
  - Heather Donahue pour Disparition
  - Dakota Fanning pour Disparition
- 2004 : Amy Acker pour Angel
  - Charisma Carpenter pour Angel
  - Katee Sackhoff pour Battlestar Galactica
  - Jolene Blalock pour Star Trek: Enterprise
  - Victoria Pratt pour Mutant X
  - Amanda Tapping pour Stargate SG-1
- 2005 : Amanda Tapping pour Stargate SG-1
  - Amy Acker pour Angel
  - Erica Durance pour Smallville
  - Torri Higginson pour Stargate Atlantis
  - Samantha Mathis pour Salem
  - Sonya Walger pour Les Aventures de Flynn Carson : Le Mystère de la lance sacrée
- 2006 : Katee Sackhoff pour Battlestar Galactica
  - Michelle Rodríguez pour Lost : Les Disparus
  - Erica Durance pour Smallville
  - Allison Mack pour Smallville
  - Claudia Black pour Stargate SG-1
  - Catherine Bell pour Triangle
- 2007 : Hayden Panettiere pour Heroes
  - Jennifer Carpenter pour Dexter
  - Ali Larter pour Heroes
  - Elizabeth Mitchell pour Lost : Les Disparus
  - Allison Mack pour Smallville
  - Gabrielle Anwar pour Les Aventures de Flynn Carson : Le trésor du roi Salomon
- 2008 : Elizabeth Mitchell pour Lost : Les Disparus et  Summer Glau pour Terminator : Les Chroniques de Sarah Connor  - ex æquo
  - Jennifer Carpenter pour Dexter
  - Jaime Murray pour Dexter
  - Hayden Panettiere pour Heroes
  - Jaimie Alexander pour Kyle XY
- 2009 : Jennifer Carpenter pour Dexter
  - Katee Sackhoff pour Battlestar Galactica
  - Hayden Panettiere pour Heroes
  - Kim Yoon-jin pour Lost : Les Disparus
  - Elizabeth Mitchell pour Lost : Les Disparus
  - Summer Glau pour Terminator : Les Chroniques de Sarah Connor

### Années 2010
- 2010 : Julie Benz pour Dexter
  - Jennifer Carpenter pour Dexter
  - Hayden Panettiere pour Heroes
  - Gina Bellman pour Leverage
  - Elizabeth Mitchell pour Lost : Les Disparus
  - Morena Baccarin pour V
- 2011 : Lucy Lawless pour Spartacus : Le Sang des gladiateurs
  - Beth Riesgraf pour Leverage
  - Laurie Holden pour The Walking Dead
  - Morena Baccarin pour V
  - Gina Bellman pour Leverage
  - Jennifer Carpenter pour Dexter
- 2012 : Michelle Forbes pour The Killing
  - Lauren Ambrose pour Torchwood : Le Jour du Miracle
  - Jennifer Carpenter pour Dexter
  - Frances Conroy pour American Horror Story
  - Lana Parrilla pour Once Upon a Time
  - Beth Riesgraf pour Leverage
- 2013 : Laurie Holden pour The Walking Dead
  - Jennifer Carpenter pour Dexter
  - Sarah Carter pour Falling Skies
  - Anna Gunn pour Breaking Bad
  - Jessica Lange pour American Horror Story
  - Beth Riesgraf pour Leverage
- 2014 : Melissa McBride pour le rôle de Carol Peletier dans The Walking Dead
  - Kathy Bates pour le rôle de Delphine Lalaurie dans American Horror Story: Coven
  - Sarah Carter pour le rôle de Margaret dans Falling Skies
  - Gwendoline Christie pour le rôle de Brienne de Torth dans Game of Thrones
  - Michelle Fairley pour le rôle de Catelyn Stark dans Game of Thrones
  - Elizabeth Mitchell pour le rôle de Rachel Matheson dans Revolution
- 2015 : Melissa McBride pour le rôle de Carol Peletier dans The Walking Dead
  - Emilia Clarke pour le rôle de Daenerys Targaryen dans Game of Thrones
  - Jenna Coleman pour le rôle de Clara Oswald dans Doctor Who
  - Caroline Dhavernas pour le rôle d'Alana Bloom dans Hannibal
  - Lexa Doig pour le rôle de Sonya Valentine Continuum
  - Emily Kinney pour le rôle de Beth Greene dans The Walking Dead
- 2016 : Danai Gurira pour le rôle de Michonne dans The Walking Dead
  - Calista Flockhart pour le rôle de Cat Grant dans Supergirl
  - Gillian Anderson pour le rôle de Bedelia Du Maurier dans Hannibal
  - Lena Headey pour le rôle de Cersei Lannister dans Game of Thrones
  - Melissa Leo pour le rôle de l'infirmière Pam dans Wayward Pines
  - Melissa McBride pour le rôle de Carol Peletier dans The Walking Dead
  - Tovah Feldshuh pour le rôle de Deanna Monroe dans The Walking Dead
- 2017 : Candice Patton pour le rôle de Iris West-Allen dans Flash
  - Kathy Bates pour le rôle de Agnes Mary Winstead / Thomasyn White 'La Bouchère' dans American Horror Story : Roanoke
  - Danai Gurira pour le rôle de Michonne dans The Walking Dead
  - Melissa McBride pour le rôle de Carol Peletier dans The Walking Dead
  - Thandie Newton pour le rôle de Maeve Millay dans Westworld
  - Adina Porter pour le rôle de Lee Harris dans American  Horror Story : Roanoke
  - Evan Rachel Wood pour le rôle de Dolores Abernathy dans Westworld
- 2018 : Rhea Seehorn pour le rôle de Kim Wexler dans Better Call Saul
  - Odette Annable pour le rôle de Samantha Arias / Reign dans Supergirl
  - Dakota Fanning pour le rôle de Sara Howard dans L'Aliéniste
  - Danai Gurira pour le rôle de Michonne dans The Walking Dead
  - Melissa McBride pour le rôle de Carol Peletier dans The Walking Dead
  - Candice Patton pour le rôle de Iris West-Allen dans Flash
  - Adina Porter pour le rôle de Beverly Hope dans American Horror Story: Cult
  - Krysten Ritter pour le rôle de Jessica Jones dans The Defenders
- 2019[2] : Danai Gurira pour le rôle de Michonne dans The Walking Dead
  - Gwendoline Christie pour le rôle de Brienne de Torth dans Game of Thrones
  - Lena Headey pour le rôle de Cersei Lannister dans Game of Thrones
  - Melissa McBride pour le rôle de Carol Peletier dans The Walking Dead
  - Rhea Seehorn pour le rôle de Kim Wexler dans Better Call Saul
  - Sophie Skelton pour le rôle de Brianna Randall dans Outlander
  - Sophie Turner pour le rôle de Sansa Stark dans Game of Thrones

### Années 2020
- 2021 : Danielle Panabaker pour le rôle de Caitlin Snow / Frost dans Flash
  - Natasia Demetriou pour le rôle de Nadja dans What We Do in the Shadows
  - Cynthia Erivo pour le rôle de Holly Gibney dans The Outsider
  - Melissa McBride pour le rôle de Carol Peletier dans The Walking Dead
  - Colby Minifie pour le rôle de Virginia dans Fear the Walking Dead
  - Sophie Skelton pour le rôle de Brianna Randall dans Outlander
  - Tessa Thompson pour le rôle de Charlotte Hale dans Westworld

| Meilleure actrice de télévision dans un second rôle - 2022 : Lauren Cohan - The Walking Dead - Emmanuelle Chriqui – Superman et Loïs - Janina Gavankar - Big Sky - Julia Jones - Dexter: New Blood - Melissa McBride – The Walking Dead - Danielle Panabaker – The Flash - Sophie Skelton - Outlander | Meilleure actrice dans un second rôle dans un programme en streaming - 2022 : Moses Ingram - Obi-Wan Kenobi - Patricia Arquette – Severance - Danielle Brooks - Peacemaker - Kathryn Hahn – Star Trek: Strange New Worlds - Nell Tiger Free - Servant - Beth Riesgraf – WandaVision - Aleyse Shannon (en) - Leverage: Redemption |

- 2024 : Jeri Ryan pour Star Trek: Picard
- 2025 : Cristin Milioti – The Penguin
  - Jennifer Connelly – Dark Matter
  - Jennifer Jason Leigh – Fargo
  - Pollyanna McIntosh – The Walking Dead: The Ones Who Live
  - Elizabeth Saunders – From
  - Anna Sawai – Monarch: Legacy of Monsters
  - Rebecca Wisocky – Ghosts : fantômes à la maison (Ghosts)